# Hankovce (okres Humenné)
Hankovce jsou obec na Slovensku, v okrese Humenné v Prešovském kraji. V obci žije 487 obyvatel.

## Poloha
Obec leží v jižní části Nízkých Beskyd v údolí řeky Laborec. Území tvoří pahorkatina s mírně zvlněným reliéfem tvořená čtvrtohorními naplaveninami a flyšovými souvrstvími. Nadmořská výška se pohybuje v rozmezí 175 až 431 m n. m., střed obce je ve výšce 182 m n. m. Nejvyšším bodem je vrch Diel (431 m n. m.). Nesouvislý listnatý a smíšený lesní porost je hlavně v západní části území.
Obec sousedí s obcemi Koškovce, Dedačov, Ľubiša, Nižné Ladičkovce a Vyšné Ladičkovce.
Obcí vede státní silnice II. třídy 559 z Humenného do Medzilaborců a železniční trať č. 191 Michalany – Lupków PKP.

## Historie
Obec byla založená na zákupním právu. První písemná znínka o obci pochází z roku 1317, kde je nazývána jako Hankfalva (Hankova Ves). Další nazvy jsou Hankócz, Hankocz a Hankowce. Obec náležela panství Humenné. Od roku 1684 po rozdělené panství Humenné připadla obec rodu Csákyů. Od roku 1835 vlastnil obec hrabě Karol Andrássy (1792–1845).
V roce 1715 bylo v obci 11 domácností, v roce 1787 žilo v 40 domech 352 obyvatel a v roce 1828 žilo 448 obyvatel v 60 domech. Hlavní obživou bylo zemědělství a povoznictví.
V meziválečném období obec náležela do Československé republiky. V období 1939–1944 byla součástí Slovenské republiky. Osvobozená byla 29. listopadu 1944.

## Kostel
V obci se nachází římskokatolický kostel Nanebevzetí Panny Marie, který byl postaven v roce 1902 a nově přestavěn a konsekrován v roce 2003. Kostel náleží pod katolickou farnost Ľubiš děkanát Humenné arcidiecéze košické.